# Franz Suchan

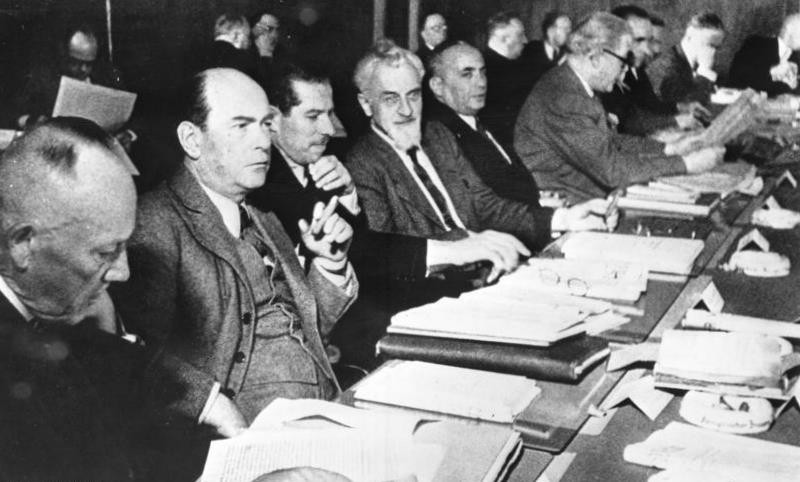
Franz Suchan (Dritter von links) als Vertreter Schleswig-Holsteins auf der Rittersturz-Konferenz 1948

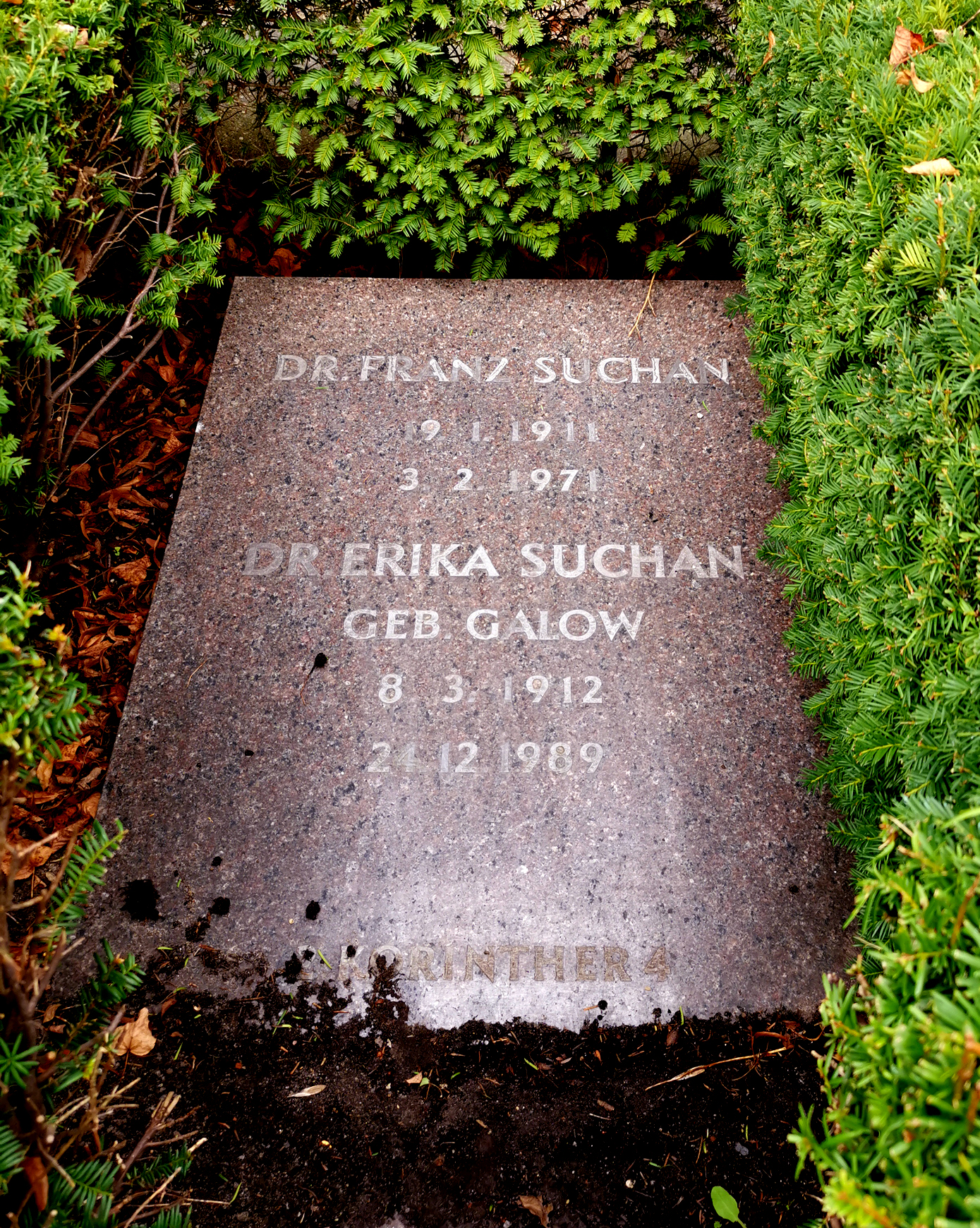
Grabstätte auf dem St. Annen-Kirchhof in Berlin-Dahlem, Reihe 26

Franz Suchan (* 19. Januar 1911 in Hamburg; † 3. Februar 1971 in Frankfurt am Main) war ein deutscher Ökonom und Politiker (SPD) sowie schleswig-holsteinischer Landesbeamter und später Berliner Landeszentralbankpräsident.

## Leben
Franz Suchan nahm nach dem Abitur im Jahr 1929 ein Studium der Nationalökonomie an der Universität Leipzig auf und setzte es in Hamburg, Heidelberg und Berlin fort. Er engagierte sich im Demokratischen Studentenbund und gehörte dessen Vorstand an.
Nach der Machtergreifung der Nationalsozialisten stand er im Jahr 1933 zunächst unter Polizeiaufsicht. Er konnte 1935 seine Promotion mit einer Dissertation über Konjunkturpolitik als Aufgabe der öffentlichen Finanzwirtschaft abschließen. Er war dann bis 1936 beim Überwachungsamt für Devisen tätig. Anschließend wechselte er in die Privatwirtschaft. 
Nach dem Ende des Zweiten Weltkriegs amtierte er in den Jahren 1945 bis 1946 zunächst als Landrat im Kreis Husum, dann als Oberkreisdirektor und von 1949 bis 1950 als Landesdirektor in Schleswig-Holstein. Schließlich wurde er im Jahr 1954 Vizepräsident und 1959 Präsident der Berliner Landeszentralbank.
In den Jahren 1953 bis 1960 war er Mitglied des Verwaltungsrates des Senders Freies Berlin, seit 1957 als Vorsitzender. Anschließend war er bis zu seinem Tod Vorsitzender des Rundfunkrates.
Franz Suchan starb im Februar 1971 im Alter von 60 Jahren in Berlin und wurde auf dem St.-Annen-Kirchhof in Berlin-Dahlem beigesetzt. Er ruht dort neben seiner Frau, der Historikerin, Volkswirtschaftlerin und Sozialpolitikerin Erika Suchan geb. Galow (1912–1989).